# Circo Togni
Come Circo Togni si indicano genericamente i vari circhi dell'omonima famiglia italiana, discendenti dal primo fondato nel 1872 da Aristide Togni. Dopo la Seconda guerra mondiale, i rami della famiglia si sono divisi in diverse imprese circensi, tra loro indipendenti. Oggi membri della famiglia Togni gestiscono distinti e autonomi complessi circensi: "Lidia Togni", "Darix Togni", "Florilegio" e "American Circus". Altri si esibiscono come artisti in Europa e negli Stati Uniti d'America.

## La prima generazione. Aristide Togni
Il capostipite Aristide Togni, giovane studente di Pesaro, sposa nel 1880 Teresa Bianchi da cui ha 8 figli. Tra questi Riccardo, Ercole, Ugo e Ferdinando formano un complesso circense dal nome Circo nazionale Togni, titolo attribuito (secondo la tradizione orale di famiglia) a un regio decreto. 
Nel 1951 avviene la prima scissione: in seguito a due incendi Ercole con i figli si ritira a Lonigo; Ferdinando fonda il circo intitolato William; Ugo parte per l'America con la famiglia presso il Mills Brothers Circus. L'anno successivo si riuniranno nuovamente con lo slogan "Come prima, meglio di prima" per poi scindersi definitivamente nel maggio del 1953, a Roma.
La divisione prevede tre circhi, uno per famiglia. Nascono così il Circo Darix Togni della famiglia Ercole Togni, così intitolato dal nome del figlio maggiore Darix; il Massimo Circo Togni della famiglia di Ugo Togni; il Circo Ferdinando Togni della famiglia Ferdinando Togni.

## La seconda generazione. Ercole, Ugo e Ferdinando Togni

### Ramo dei discendenti di Ercole Togni
Darix, Leda, Doly, Wioris, Wanet.

#### Darix Togni
Darix Togni (1922-1976) è stato direttore di circo, artista, addestratore, reso celebre anche dal cinema. I suoi figli sono Danila, Livio, Corrado, Davio e Nevia Togni. Nel 1990 Livio Togni fonda il circo Florilegio.

#### Wioris Togni
Wioris Togni condivide con il fratello Darix la direzione del circo.  Muore il 12 luglio 2004. Specializzandosi nei problemi logistici aveva creato la gabbia in rete per il numero delle belve, la pista illuminata, la struttura per la prima tournée del Circo di Mosca (1959). Nel 1973 si separa definitivamente da Darix, conducendo un proprio circo con i figli Divier e Holer (1946-2022), denominato Circo Nazionale Togni. Con essi dà vita anche a tournée di spettacoli auto-moto acrobatici, con il titolo Stunt Cars, poi gestiti da Holer. L'altro figlio, Divier, é pioniere nella costruzione di tensostrutture per il mondo musicale ed eventistico, esperienza che condurrà all'ideazione a Milano del PalaTrussardi e a Venezia del Palafenice.

### Ramo dei discendenti di Ugo Togni
Oscar, Wally, Missy, Angly, Cesare, Lidia. 
Cesare ed Oscar crearono negli anni '50 il Circo Massimo. Agli inizi degli anni ‘60 si separarono e ognuno di loro aprì un circo. 

#### Cesare Togni
- Cesare Togni. Ebbe 4 figli: Elvio, Alex, Italo e Viviana. Italo e sua moglie Paola Papi sono istruttori presso la scuola del circo "CIAM" a Aix en Provence in Francia. Viviana lavora presso il circo "Arlette Gruss" con suo marito Flavio Vernuccio.

#### Lidia Togni
Lidia Togni, trapezista, sposa l'addestratore Riccardo Canestrelli. Dalla loro unione sono nati tre figli: Davide, Liviana e Vinicio. Lidia e Riccardo hanno fondato il circo Lidia Togni che nei primi anni '70 ha assunto anche la denominazione di Royal Americano. Dopo la morte di Riccardo, Lidia con i tre giovani figli si trasferisce in Francia esibendo i propri elefanti al circo Cirque Amar. Nel 1983 rientrano in Italia creando un nuovo Circo Lidia Togni attualmente diretto dal figlio Vinicio. Quest'ultimo, tra i più noti addestratori d'Europa, ha vinto il Clown d'argento al Festival del Circo di Montecarlo nel 2014 e la Medaglia del Presidente della Repubblica al Festival Città di Latina. Lidia Togni muore a Siracusa l'8 luglio 2018 all'età di 86 anni, per poi essere tumulata a La Spezia.

### Ramo dei discendenti di Ferdinando Togni
Adriana, Bruno (1931-1988), Willy, Enis.
Ferdinando Togni dà vita con i propri figli al Circo Ferdinando Togni, poi divenuto Circo Heros (dal 1960) e Circo Americano (dal 1963). Tale circo, con uno spettacolo a tre piste e una capacità di 5000 posti a sedere, si è affermato come uno dei più importanti al mondo con regolari tournée in Italia, Spagna, Francia, Germania, Benelux, ex-Jugoslavia, Ungheria, Regno Unito, Stati Uniti, Russia. Questo ramo della famiglia Togni ha inoltre organizzato tournée e produzioni speciali: Circo di Mosca (1969), Circo di Berlino (1968), Circo di Madrid (1969), Circo Billy Smart (1975), Zerolandia con Renato Zero (1978). Dal 1976 a questo gruppo circense viene affidata la direzione tecnica e logistica del Festival International du Cirque di Monte-Carlo. È oggi guidato da Daniele e Flavio Togni, figli di Enis.